# Dichaea stenophylla
Dichaea stenophylla är en orkidéart som beskrevs av Rudolf Schlechter. Dichaea stenophylla ingår i släktet Dichaea och familjen orkidéer. Inga underarter finns listade i Catalogue of Life.